# Acritus wenzeli
Acritus wenzeli är en skalbaggsart som beskrevs av Yves Gomy 1981. Acritus wenzeli ingår i släktet Acritus och familjen stumpbaggar. Inga underarter finns listade i Catalogue of Life.